# Thyrsodieae
Thyrsodieae je tribus biljaka iz porodice rujevki. Na popisu je 15 rodova.

## Rodovi
1. Loxopterygium Hook. fil. (3 spp.)
2. Cardenasiodendron F. A. Barkley (1 sp.)
3. Apterokarpos Rizzini (1 sp.)
4. Astronium Jacq. (11 spp.)
5. Myracrodruon Allemão (2 spp.)
6. Schinopsis Engl. (8 spp.)
7. Thyrsodium Salzm. ex Benth. (6 spp.)
8. Ochoterenaea F. A. Barkley (1 sp.)
9. Amphipterygium Schiede ex Standl. (5 spp.)
10. Orthopterygium Hemsl. (1 sp.)
11. Schinus L. (33 spp.)
12. Pachycormus Coville (1 sp.)
13. Lithraea Hook. (3 spp.)
14. Mauria Kunth (15 spp.)
15. Euroschinus Hook. fil. (9 spp.)